# Torsun Burkhardt

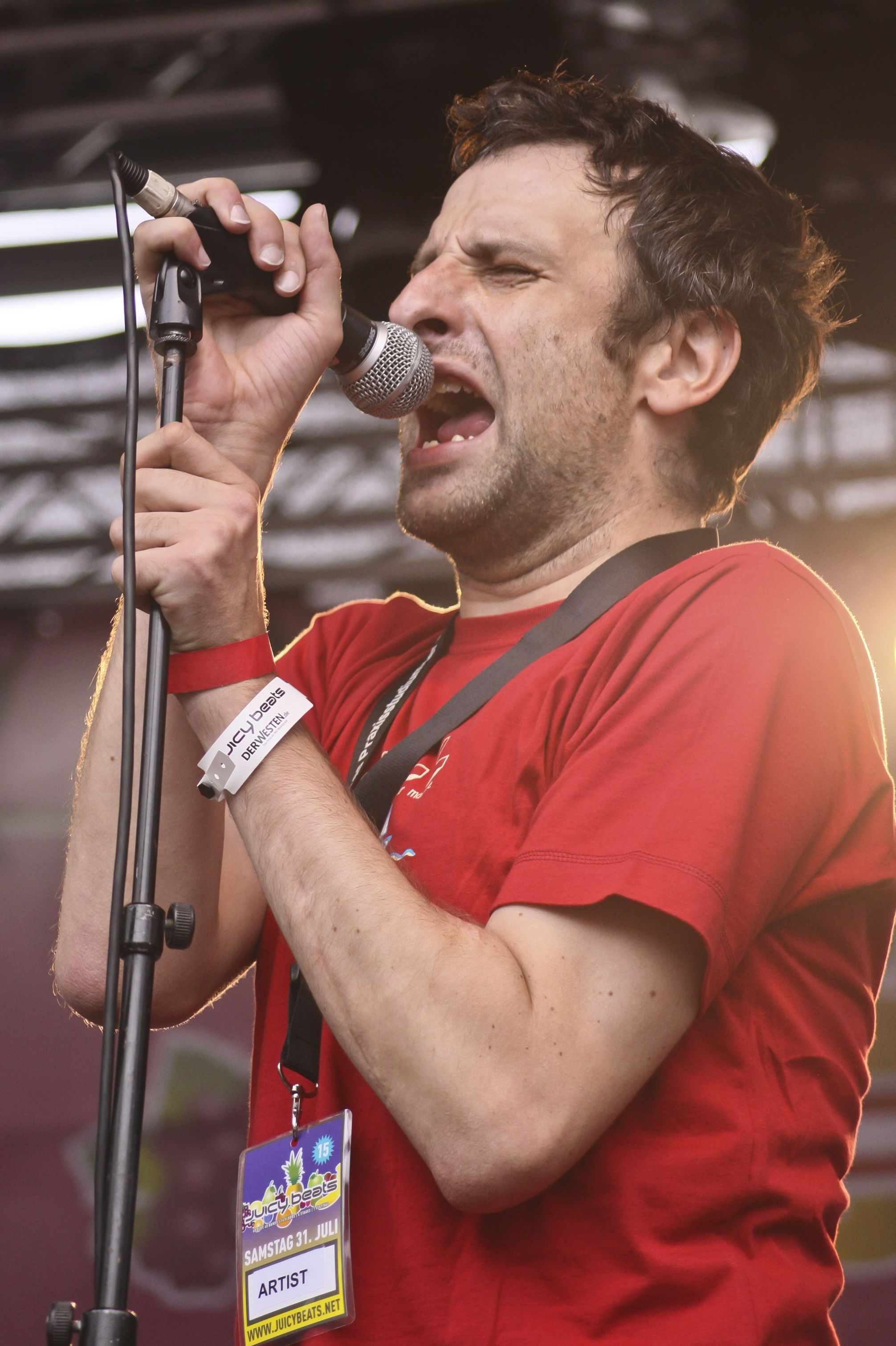
Torsun Burkhardt (2010)

Thorsten „Torsun“ Burkhardt (geboren am 8. April 1974 in Jugenheim; gestorben am 30. Dezember 2023 in Berlin) war ein deutscher Musiker und Sänger. Er wurde vor allem als Frontmann der Band Egotronic bekannt und galt als prägende Person des politischen Electropunk im deutschsprachigen Raum.

## Leben und Wirken
Thorsten Burkhardt wurde 1974 im südhessischen Jugenheim geboren und wuchs in Lindenfels im Odenwald auf. In seiner Jugend machte er eine Ausbildung zum Tischler. Über die Jugendszenen um das JUZ Mannheim und Bensheim, wo er ab 1991 in einer Wohngemeinschaft wohnte, kam er in Kontakt mit der linken Szene und spielte in diversen Bands, darunter Kalte Zeiten, mit denen er 1994 die EP Konsequentes MenschSein beim Independent-Label Suppenkazpers Noize Imperium veröffentlichte, sowie in der Hardcore-Punk-Band Face Reality. Anfang der 1990er folgte die Band Verstörte Sektorkids, die eine Mischung aus Neue Deutsche Welle und Punk spielte. Zu seinen ersten Einflüssen zählt unter anderem Andreas Dorau.
Burkhardt zog im Alter von 17 oder 18 Jahren für ein halbes Jahr nach Berlin-Schöneberg in eine Punker-WG, dann nochmal 1996 für ein dreiviertel Jahr, bevor er sich ab 2003 endgültig in Berlin-Friedrichshain niederließ. 1996 gründete er zunächst alleine das Projekt König Ego und konzentrierte sich auf elektronische Musik und Techno. Nach mehreren Versuchen mit verschiedenen Besetzungen benannte er, in Kassel lebend, das Projekt 2000 in Egotronic um. Mit Egotronic experimentierte er vor allem mit Computermusik der 1980er- und 1990er-Jahre. Von Kassel aus zog er erst nach Darmstadt und dann nach Berlin.
Die Gruppe kam 2005 bei Audiolith Records unter Vertrag und veröffentlichte bis 2022 unter wechselnder Besetzung zehn Alben. Die ersten Alben standen deutlich dem Electropunk nahe. Später folgten mit Die Natur ist dein Feind, Egotronic – C’est Moi, Keine Argumente! und Stresz Alben, die wieder mehr Bezug zum Punk hatten. Neben der Musik veröffentlichte er 2011 den autobiografischen Roman Raven wegen Deutschland, der von der Entstehung des Albums Lustprinzip (2006) handelt. Das Hörbuch folgte 2015.
Politisch stand Burkhardt der antideutschen Linken nahe, was im Wesentlichen auch der Inhalt der meisten politischen Lieder, wie Raven gegen Deutschland von Egotronic war. Jedoch sah er seine Band nicht unbedingt als Agitationswerkzeug, sondern schrieb vor allem über Dinge, die ihn beschäftigten. Er gilt als prägende Figur des politischen Electropunk. Neben den politischen Statements war auch sein Hedonismus in Form von ungezügeltem Drogenkonsum immer wieder Thema in seinen Texten. Über seinen Drogenkonsum schrieb er 2016 das Buch Tagebuch eines Fastenden, das wie Raven wegen Deutschland im Ventil Verlag erschien.
2021 war er Mitbegründer der Initiative Artists against Antisemitism, die sich vor allem gegen israelbezogenen Antisemitismus richtet. Rund 800 Kulturschaffende schlossen sich an. Unterstützt in ihrer Arbeit werden sie von der Amadeu Antonio Stiftung. Ziel war es, einen Kontrapunkt zu Kulturboykottaufrufen der BDS und anderer Gruppierungen gegen Israel in der Kultur zu setzen. Dem Kollektiv gehören neben ihm auch Tocotronic und Sebastian Krumbiegel (Die Prinzen) an. Seit den Terrorangriffen der Hamas am 7. Oktober 2023 bekam das Kollektiv etliche neue Mitglieder hinzu.
Burkhardt heiratete am 15. September 2018 Selina „Sina Synapse“, mit der er bereits sechs Jahre lang in einer Beziehung gelebt hatte und mit der er das Projekt Oxy Music betrieb. Burkhardt litt unter rheumatischer Arthritis, was er in verschiedenen Liedern thematisierte. 2022 erklärte er die Auflösung von Egotronic und gründete mit seiner Frau und dem Egotronic-Mitglied Christian Schilgen die Band Torsun & The Stereotronics.
Im Mai 2023 erschien das Debütalbum Songs to Discuss in Therapy. Vor der Veröffentlichung machte er publik, dass er unheilbar an Krebs erkrankt sei und sich einer palliativen Chemotherapie unterziehen müsse. Später konkretisierte er, dass es sich um Speiseröhrenkrebs handele, der gestreut habe. Mitte 2023 veröffentlichte er mit Torsun & The Stereotronics den Song Bonusleben, da er nach der letzten Behandlung wieder Mut für ein zwar verkürztes, aber doch länger als erwartetes Leben geschöpft habe. Darüber sprach er auch im Podcast Reflektor von Jan Müller. Bis Ende 2023 stellte er die Egotronic-Kompilation Das Unbehagen in der Kultur (ausgewählte Werke 2001–2021) zusammen. Kurz vor Weihnachten postete er außerdem noch einen Remix von Last Christmas.
Torsun Burkhardt starb am 30. Dezember 2023 in Berlin an den Folgen seiner Krebserkrankung.

## Audio
- Torsun (Egotronic/Stereotronics) Teil 1: Etwas zerstören oder feiern gehen?, Reflektor von Jan Müller, 15. Dezember 2023

## Video
- Egotronic | Torsun Burkhardt INTERVIEW, 28.30 Minuten, Alex Offener Kanal Berlin 12. November 2012

## Werke
- Raven wegen Deutschland: Ein Doku-Roman. Mit Daniel Kulla. Ventil Verlag 2011. ISBN 978-3-931555-42-9.
- Tagebuch eines Fastenden. Ventil Verlag 2016. ISBN 978-3-95575-069-5.

## Diskografie

### Mit Oxy Music
- 2018: Jeden Tag/Vielleicht (Single)
- 2018: Feel Low/Liegen bleiben (Single)
- 2020: Mad World (Single, Tears-for-Fears-Cover)
- 2021: Kein Sommersong (Single)
- 2022: Aquarium (Single)

### Gastbeiträge
- 2022: Tanzen auf Alarmsignal – Ästhetik des Widerstands

### Weitere Veröffentlichungen
- 1994: Kalte Zeiten – Konsequentes MenschSein (7’’, Suppenkazpers Noize Imperium, Bass)
- 2011: Torsun feat. Deniz Jaspersen – Formlos und frei (EP, Audiolith Records)
- 2015: Raven wegen Deutschland (Hörbuch, Ventil Verlag/Audiolith)
- 2022: Torsun – TBC-Experience 1997 (EP; Audiolith Records)